# Port lotniczy Nantes
Port lotniczy Nantes (IATA: NTE, ICAO: LFRS) – międzynarodowy port lotniczy położony 8 km na południowy zachód od centrum Nantes, w regionie Kraj Loary, we Francji.

## Linie lotnicze i połączenia
| Linia lotnicza                | Kierunek |
| ----------------------------- | --- |
| Aegean Airlines               | Sezonowo: 1. Ateny 2. Heraklion |
| Aer Lingus                    | Sezonowo: 1. Dublin |
| Air Cairo                     | Sezonowo: 1. Luksor |
| Air France                    | 1. Lyon 2. Paryż-Charles de Gaulle Sezonowo: 1. Figari |
| Air Montenegro                | Sezonowo: 1. Podgorica |
| Air Transat                   | Sezonowo: 1. Montreal-Trudeau |
| Corsair International         | Sezonowo: 1. Martynika |
| EasyJet                       | 1. Agadir 2. / Bazylea/Miluza/Fryburg 3. Genewa 4. Lanzarote 5. Lille 6. Lizbona 7. Londyn-Gatwick 8. Lyon 9. Marrakesz 10. Mediolan-Malpensa 11. Nicea 12. Porto 13. Rzym-Fiumicino 14. Teneryfa-Południe 15. Tuluza Sezonowo: 1. Ajaccio 2. Bari 3. Bastia 4. Birmingham 5. Bristol 6. Katania 7. Dubrownik 8. Faro 9. Figari 10. Heraklion 11. Ibiza 12. Olbia |
| FlyEgypt                      | Sezonowo: 1. Hurghada |
| Iberia Express                | 1. Madryt |
| KLM                           | 1. Amsterdam |
| Lufthansa                     | 1. Monachium |
| Nouvelair                     | 1. Dżerba 2. Tunis Sezonowo: 1. Monastyr |
| Royal Air Maroc               | 1. Casablanca |
| Ryanair                       | 1. Agadir 2. Bruksela-Charleroi 3. Dublin 4. Edynburg 5. Fez 6. Londyn-Stansted 7. Malta 8. Manchester 9. Marsylia 10. Sewilla 11. Walencja |
| Sky Express                   | Sezonowo: 1. Heraklion |
| SunExpress                    | Sezonowo: 1. Izmir |
| Swiss International Air Lines | 1. Zurych |
| Tassili Airlines              | 1. Algier |
| Transavia                     | 1. Agadir 2. Algier 3. Casablanca 4. Dakar-Diass 5. Faro 6. Madera 7. Stambuł 8. Lizbona 9. Marrakesz 10. Marsylia 11. Monastyr 12. Montpellier 13. Nicea 14. Oran 15. Porto 16. Rzym-Fiumicino 17. Tulon 18. Wenecja-Marco Polo Sezonowo: 1. Ateny 2. Calvi 3. Dżerba 4. Dubrownik 5. Fez 6. Figari 7. Fuerteventura 8. Heraklion 9. Hurghada 10. Kos 11. Menorka 12. Palermo 13. Palma de Mallorca 14. Reykjavík-Keflavík 15. Rodos 16. Santorini 17. Split 18. Tanger |
| Tunisair                      | 1. Dżerba 2. Tunis |
| Volotea                       | 1. Ateny 2. Barcelona 3. Fuerteventura 4. Gran Canaria 5. Lanzarote 6. Lille 7. Lizbona 8. Lyon 9. Madryt 10. Marrakesz 11. Montpellier 12. Nicea 13. Porto 14. Praga 15. Rzym-Fiumicino 16. Strasburg 17. Stuttgart 18. Teneryfa-Południe 19. Tuluza 20. Wenecja-Marco Polo 21. Wiedeń Sezonowo: 1. Ajaccio 2. Alicante 3. Bastia 4. Mediolan-Bergamo 5. Brindisi 6. Cagliari 7. Calvi 8. Katania 9. Kopenhaga 10. Korfu 11. Dubrownik 12. Faro 13. Figari 14. Florencja 15. Heraklion 16. Kalamata 17. Malaga 18. Menorka 19. Mykonos 20. Neapol 21. Olbia 22. Palermo 23. Palma de Mallorca 24. Perpignan 25. Piza 26. Rodos 27. Santorini 28. Split 29. Warna 30. Zakintos |
| Vueling Airlines              | 1. Barcelona 2. Malaga Sezonowo: 1. Palma de Mallorca 2. Sewilla |